# Atrichopogon geminus
Atrichopogon geminus är en tvåvingeart som beskrevs av Boesel 1973. Atrichopogon geminus ingår i släktet Atrichopogon och familjen svidknott. Inga underarter finns listade i Catalogue of Life.